# Hospital de Especialidades Carlos Andrade Marín
El Hospital de Especialidades Carlos Andrade Marín conocido también como HCAM o HECAM, es el nombre que recibe un centro de salud de tercer nivel en la ciudad de Quito, capital del país sudamericano de Ecuador. El hospital es administrado por el Instituto Ecuatoriano de Seguridad Social (IESS). Se trata de una instalación ubicada en el centro de Quito. Ofrece servicios integrales a los individuos cubiertos por la seguridad de la sociedad .